# Catharina van de Graft
Cornelia Catharina (Kaatje) van de Graft (Tholen, 4 mei 1874–Utrecht, 3 augustus 1969) was een Nederlandse volkskundige. Ze was een pionier in de studie van volkskunst en religieuze volkscultuur. Een bekend werk van haar hand was het op een groot publiek gerichte boek Nederlandse volksgebruiken bij hoogtijdagen (1947). Zij was tevens gespecialiseerd in het werk van de zeventiende-eeuwse dichter Joost van den Vondel.

## Levensloop
Van de Graft werd in Tholen, Zeeland, geboren en verhuisde op negenjarige leeftijd naar Weesp, waar haar vader directeur van het telegraafkantoor werd. Ze studeerde later Nederlandse letteren in Amsterdam en promoveerde in 1904 op Middelnederlandsche historieliederen toegelicht en verklaard.
Van de Graft werd hierop lerares aan de Utrechtse meisjes-HBS. Ze werd in 1923 op wachtgeld gesteld, waarna ze de handen vrij had om te studeren, te publiceren en zich in cultuur te verdiepen. Zo organiseerde ze onder meer literaire bijeenkomsten bij haar thuis. Ze was bevriend met de schrijfster Ina Boudier-Bakker,  woonde veel schilderijententoonstellingen bij en werd een drijvende kracht van vereniging Oud-Utrecht. Ze hield zich ook bezig met muziek en natuur en ze sloot zich aan bij de Soefibeweging.

## Publicaties
- 1910: Palmpaasch, een folkloristische studie van palmzondaggebruiken in Nederland
- 1918: Marialegenden (bundel)
- 1947: Nederlandse volksgebruiken bij hoogtijdagen
- 1947: De dodenbezorging bij de volken van Europa, inzonderheid in Nederland.
- 1948: Papieren snijkunst, vroeger en nu
- "Volkskunde", redactie door Van de Graft, in Oosthoek’s Encyclopaedie 4e en 5e druk.

- Biografisch Portaal: 67132141
- Digitale Bibliotheek voor de Nederlandse Letteren: graf001
- Gemeinsame Normdatei: 126436924
- International Standard Name Identifier: 0000 0000 2602 1046
- Système universitaire de documentation: 150195109
- Virtual International Authority File: 5924570